# マザー・スカイ=きみは悲しみの青い空をひとりで飛べるか=
『マザー・スカイ=きみは悲しみの青い空をひとりで飛べるか=』は、森田童子の2枚目のオリジナル・アルバム。1976年11月21日にポリドール（現：ユニバーサルミュージック合同会社）より発売された。

## 概要
- コピーは「やさしさで包装した青春と云う名の凶器を、いま孤独な君に送ります。」[1]なお初期プレスでは誤植があり、“凶器”が“区器”と誤っている。ポリドール後期プレス盤以降、修正されている。
- シングル『ぼくたちの失敗』が収録されたオリジナル・アルバム。
- 1980年にポリドールからワーナー・パイオニア（現ワーナーミュージック・ジャパン）に移籍した際、初期4作品が、ジャケットをモノクロ化及び一部を変更し、写真譜、語録などの特典付でレコードがワーナー・パイオニアから再発売された。
- 1988年にこのアルバムを含む初期4作品がCD化された。ジャケット及びブックレットは80年再発LP盤が基盤になっている。
- 1993年にドラマ『高校教師』がヒットした際、このアルバムを含むアルバム7作が、88年盤から、ジャケット及びブックレットをリニューアルし（オリジナル・レコード盤のジャケットを再現せず、再トリミング、加工、差し替えなどが施されている）、ワーナーミュージック・ジャパンからCDで再発売された。88年盤ではジャケットがモノクロ仕様だったが、オリジナル盤（ポリドール盤）に近いカラー仕様に変更になっている。
- 2016年7月に本作を含むオリジナル・アルバム7作、ベスト・アルバム2作（内1作初CD化）の計9タイトルが、小澤賢太郎（音楽出版ジュンアンドケイ）の企画・監修で、ユニバーサルミュージック／USMジャパンより、オリジナル・マスター・テープからデジタル・リマスタリングされた音源／SHM-CD仕様で復刻。ジャケットは一部を除いて、オリジナル・レコード盤の仕様、歌詞カードのデザインは1993年CD盤の仕様を基盤に構成された（軌跡とディスコグラフィは割愛されている）。また9作全てがオリコンにチャート・インした。この作品では、23年振りの再発売、オリジナル・レコードのジャケットから復元しているが、ジャケット及び裏ジャケットに難があり、スキャン元となったレコードジャケットの汚れ、キズがそのまま印刷されている。

## 収録曲

### LP
| 全作詞・作曲: 森田童子、全編曲: 石川鷹彦（M-5, 編曲: THE FORTUNE TELLER）。 |                                      |          |            |      |
| #                                                                           | タイトル                             | 作詞     | 作曲・編曲 | 時間 |
| 1.                                                                          | 「ぼくたちの失敗」                   | 森田童子 | 森田童子   | 3:21 |
| 2.                                                                          | 「ぼくと観光バスに乗ってみませんか」 | 森田童子 | 森田童子   | 3:15 |
| 3.                                                                          | 「伝書鳩」                           | 森田童子 | 森田童子   | 3:27 |
| 4.                                                                          | 「逆光線」                           | 森田童子 | 森田童子   | 2:39 |
| 5.                                                                          | 「ピラビタール」                     | 森田童子 | 森田童子   | 3:39 |
| 合計時間:                                                                   | 合計時間:                            | 16:21    |            |      |

| 全作詞・作曲: 森田童子、全編曲: 石川鷹彦（M-4,M-5, 編曲: J・A・シーザー）。 |                            |          |            |      |
| #                                                                           | タイトル                   | 作詞     | 作曲・編曲 | 時間 |
| 1.                                                                          | 「海を見たいと思った」     | 森田童子 | 森田童子   | 2:51 |
| 2.                                                                          | 「男のくせに泣いてくれた」 | 森田童子 | 森田童子   | 3:18 |
| 3.                                                                          | 「ニューヨークからの手紙」 | 森田童子 | 森田童子   | 2:54 |
| 4.                                                                          | 「春爛漫」                 | 森田童子 | 森田童子   | 2:44 |
| 5.                                                                          | 「今日は奇蹟の朝です」     | 森田童子 | 森田童子   | 5:18 |
| 合計時間:                                                                   | 合計時間:                  | 17:05    |            |      |

### CD
| 全作詞・作曲: 森田童子、全編曲: 石川鷹彦（M-5, 編曲: THE FORTUNE TELLER）（M-9,M-10, 編曲: J・A・シーザー）。 |                                      |          |            |      |
| # | タイトル                             | 作詞     | 作曲・編曲 | 時間 |
| 1. | 「ぼくたちの失敗」                   | 森田童子 | 森田童子   | 3:21 |
| 2. | 「ぼくと観光バスに乗ってみませんか」 | 森田童子 | 森田童子   | 3:15 |
| 3. | 「伝書鳩」                           | 森田童子 | 森田童子   | 3:27 |
| 4. | 「逆光線」                           | 森田童子 | 森田童子   | 2:39 |
| 5. | 「ピラビタール」                     | 森田童子 | 森田童子   | 3:39 |
| 6. | 「海を見たいと思った」               | 森田童子 | 森田童子   | 2:51 |
| 7. | 「男のくせに泣いてくれた」           | 森田童子 | 森田童子   | 3:18 |
| 8. | 「ニューヨークからの手紙」           | 森田童子 | 森田童子   | 2:54 |
| 9. | 「春爛漫」                           | 森田童子 | 森田童子   | 2:44 |
| 10. | 「今日は奇蹟の朝です」               | 森田童子 | 森田童子   | 5:18 |
| 合計時間: | 合計時間:                            | 33:26    |            |      |

### 楽曲解説
1. ぼくたちの失敗
2ndシングル（A面）として、シングル・カット。
2. ぼくと観光バスに乗ってみませんか
2ndシングル「ぼくたちの失敗」（B面）として、シングル・カット。
3. 伝書鳩
4. 逆光線
5. ピラビタール
「ピラビタール」とは、かつて販売されていた鎮痛剤の商品名[2]。睡眠薬バルビタール[3]とピリン系鎮痛剤アミノピリン[4]の合剤。
6. 海を見たいと思った
7. 男のくせに泣いてくれた
93年にテレビドラマ『高校教師』の主題歌に起用されてCDシングルで再シングル化した時にカップリング曲として収録された。
8. ニューヨークからの手紙
9. 春爛漫
10. 今日は奇蹟の朝です

## クレジット
- Guitar：石川鷹彦
- Produced by：Music Pubrishers Jun & Kei
- Director：三坂洋
- Mixer：北川照明
- Art Director：酒井治（P.C.C）、前田亜土
- Design：清水雅裕（P.C.C）
- Illustrater：上原徹

## 発売形態
| 形態   | 発売日         | 品番      | 発売元                                | 備考                                     |
| ------ | -------------- | --------- | ------------------------------------- | ---------------------------------------- |
| LP     | 1976年11月21日 | MR-3030   | ポリドール                            | オリジナル発売。                         |
| LP     | 1980年04月25日 | L-6302A   | ワーナー・パイオニア                  | 【LP再発】モノクロ・ジャケット。         |
| CT     | 1976年11月21日 | CR-2066   | ポリドール                            |                                          |
| CT     | 1980年04月25日 | LKF-1003  | ワーナー・パイオニア                  | 【CT再発】モノクロ・ジャケット。         |
| CD     | 1988年03月25日 | 25XL-265  | ワーナー・パイオニア                  | 【初CD化】モノクロ・ジャケット。         |
| CD     | 1993年04月10日 | WPCL-746  | ワーナーミュージック・ジャパン        | 【CD再発】                               |
| SHM-CD | 2016年07月20日 | UPCY-7155 | ユニバーサルミュージック／USMジャパン | 【CD再発】2016年デジタルリマスタリング。 |

## カバー
「ぼくたちの失敗」については当該ページを参照。以下はその他の曲のカバー記載である。
逆光線
- スラップ・ハッピー・ハンフリー[注 1] - カバーアルバム『SLAP HAPPY HUMPHREY』に収録（1994年11月25日に発売[5]）。